# Tropická noc
Tropická noc je noc, kdy minimální teplota neklesne pod 20 °C.
V České republice se takové noci vyskytují nepravidelně a téměř výhradně jen v červenci a srpnu, ojediněle v červnu. V roce 2012 byla zaznamenána historicky první tropická noc v ČR již v dubnu, a to na stanici Frýdlant v Čechách při minimální teplotě 21,4 °C (naměřena 29. dubna 2012 v 5.15) a na stanici Nové Město pod Smrkem při minimální teplotě 20,4 °C. Tyto dvě stanice se nacházejí ve Frýdlantském výběžku, kde je počasí několikrát do roka ovlivňováno fénovým efektem, kdy od hor vane prohřátý vzduch.
Tropické noci byly dříve zaznamenávány jen v nížinách. Jejich počet se v Česku pohybuje mezi 0,1 až 0,5 ročně. Nejvíce, až 1,5 ročně,[zdroj?] se jich vlivem městského tepelného ostrova vyskytuje v samém centru Prahy. V posledních letech jejich počet znatelně roste. V noci z 11. na 12. srpna 2015 byla tropická noc i na vrcholu Lysé hory v nadmořské výšce 1323 m n. m.